# 291
Pour le magazine, voir 291 (magazine).
Cette page concerne l'année 291  du calendrier julien. Pour l'année 291 av. J.-C., voir 291 av. J.-C. Pour le nombre 291, voir 291 (nombre).
L'année 291 est une année commune qui commence un jeudi.

## Événements
- Soulèvement en Haute-Égypte au début de l’année. L’empereur Dioclétien intervient en personne. Les villes de Coptos et de Busiris (Abydos ?) sont détruites[1]. Dioclétien signe un traité de paix avec les Axoumites et les Nubiens[2].
- 23-24 avril, Chine : coup d’État de l'impératrice Jia Nanfeng contre l’impératrice douairière Yang Zhi et son père, le régent Yang Jun, qui accusé d'avoir voulu renverser la dynastie Jin, est exécuté le 27 avril ; Jia règne arbitrairement au nom de son époux Sima Zhong jusqu'à son assassinat en 300. Début de la Guerre des huit princes, lutte de l’aristocratie pour le pouvoir (fin en 306)[3].

## Naissances en 291
- Hilarion de Gaza, moine d'origine palestinienne.